# Commonwealth Games 2002/Squash
Bei den Commonwealth Games 2002 in Manchester fanden im Squash fünf Wettbewerbe statt. Austragungsort war das National Squash Centre. Die Spiele um den dritten Platz und damit um die Bronzemedaille wurden in keiner Disziplin ausgespielt. Die Verlierer der Halbfinals gewannen somit eine Bronzemedaille.

## Herreneinzel
| Platz | Land       | Sportler                     |
| ----- | ---------- | ---------------------------- |
| 1     | Kanada     | Jonathon Power               |
| 2     | England    | Peter Nicol                  |
| 3     | Australien | Stewart Boswell David Palmer |

Finale:
31. Juli 2002, 19:00 Uhr

## Dameneinzel
| Platz | Land               | Sportlerin                     |
| ----- | ------------------ | ------------------------------ |
| 1     | Australien         | Sarah Fitz-Gerald              |
| 2     | Neuseeland         | Carol Owens                    |
| 3     | Australien England | Rachael Grinham Cassie Jackman |

Finale:
31. Juli 2002, 18:00 Uhr

## Herrendoppel
| Platz | Land               | Sportler                                           |
| ----- | ------------------ | -------------------------------------------------- |
| 1     | England            | Peter Nicol Lee Beachill                           |
| 2     | Australien         | Stewart Boswell Anthony Ricketts                   |
| 3     | Australien England | Paul Price David Palmer Mark Chaloner Paul Johnson |

Finale:
4. August 2002, 12:30 Uhr

## Damendoppel
| Platz | Land               | Sportlerinnen                                              |
| ----- | ------------------ | ---------------------------------------------------------- |
| 1     | Neuseeland         | Carol Owens Leilani Rorani                                 |
| 2     | England            | Tania Bailey Cassie Jackman                                |
| 3     | Australien England | Natalie Grinham Rachael Grinham Fiona Geaves Linda Charman |

Finale:
4. August 2002, 14:00 Uhr

## Mixed
| Platz | Land               | Sportler                                             |
| ----- | ------------------ | ---------------------------------------------------- |
| 1     | Neuseeland         | Leilani Rorani Glen Wilson                           |
| 2     | Malaysia           | Nicol David Ong Beng Hee                             |
| 3     | Australien England | Robyn Cooper Joseph Kneipp Fiona Geaves Chris Walker |

Finale:
4. August 2002, 11:00 Uhr

## Medaillenspiegel
| Platz | Land       | Gold | Silber | Bronze | Gesamt |
| ----- | ---------- | ---- | ------ | ------ | ------ |
| 1     | Neuseeland | 2    | 1      | −      | 3      |
| 2     | England    | 1    | 2      | 4      | 7      |
| 3     | Australien | 1    | 1      | 6      | 8      |
| 4     | Kanada     | 1    | −      | −      | 1      |
| 5     | Malaysia   | −    | 1      | −      | 1      |